# コーシーの積分定理
コーシーの積分定理（コーシーのせきぶんていり、英: Cauchy's integral theorem）は、コーシーの第1定理ともいわれる、オーギュスタン＝ルイ・コーシーによって示された、数学、特に微分積分学において、複素平面上のある領域において正則な関数の複素積分についての定理である。

## 内容
コーシーの積分定理は様々な形があるが代表的なのは次であろう。
D を領域とし、f(z) は D 上で正則である複素関数とする。CがD 内のある有界領域の境界であって、互いに交わらない有限個の区分的に滑らかなJordan閉曲線からなるとき
{\displaystyle \oint _{C}f(z)\,\mathrm {d} z\ =0}
つまり、ある領域を囲む閉曲線で関数 f(z) を積分するとき、その領域内で f(z) が常に正則であれば、その積分の値は必ず 0 となることを主張している。
また、領域内に {\displaystyle \ \mathrm {d} F/\mathrm {d} z=f} となるような正則関数 {\displaystyle \ F} が存在する場合、始点と終点を定めれば積分路によらず
{\displaystyle \int _{a}^{b}f(z)\,\mathrm {d} z\ =F(b)-F(a)}
となる。このとき閉曲線、つまり始点と終点が一致する場合に値が 0 になることは明らかである。したがって、原始関数の存在は積分路によらない積分値の定義を保障するが、コーシーの積分定理はその逆、すなわち積分値の経路独立性から原始関数の存在を導くものである。すなわち、単連結な領域上で正則な複素関数は常に原始関数を持つ。これにより、閉曲線に沿った積分が常に {\displaystyle 0} になるという事実は、原始関数の存在の必要十分条件として理解されることになる。これは単連結性を仮定しなければ一般には成立しない。実際、多重連結な領域、たとえば複素平面から原点を除いた領域では、 {\displaystyle {\frac {1}{z}}}のように正則でありながら原始関数を持たず、積分が閉曲線に依存する関数が存在する。

## 証明
この定理の証明は導関数が連続という仮定下ではグリーンの定理とコーシー・リーマンの関係式を用いるとよい。
証明は複素積分の定義から導くことができる。
{\displaystyle {\begin{aligned}\oint _{C}f(z)\mathrm {d} z&=\oint _{C}[u(x,y)+iv(x,y)](\mathrm {d} x+i\mathrm {d} y)\\&=\oint _{C}(u\mathrm {d} x-v\mathrm {d} y)+i\oint _{C}(u\mathrm {d} y+v\mathrm {d} x)\\&=-\iint _{D}{\biggl (}{\frac {\partial v}{\partial x}}+{\frac {\partial u}{\partial y}}{\biggr )}\mathrm {d} x\mathrm {d} y+i\iint _{D}{\biggl (}{\frac {\partial u}{\partial x}}-{\frac {\partial v}{\partial y}}{\biggr )}\mathrm {d} x\mathrm {d} y\end{aligned}}}
ここで、正則関数であればコーシー・リーマンの関係式が成立するので、実部と虚部の項が0になる。
コーシーの積分定理は、20 世紀にエドゥアール・グールサによって導関数の連続性の仮定無しに証明された。

## 一般化
積分路Cを1サイクル、即ち有限個の閉曲線の形式和C=C_1+...C_nとして次のように一般化することが出来る。
- 1サイクルに対するコーシーの定理

D を領域とし、f(z) は D 上で正則である複素関数とする。D 内の区分的に滑らかな1サイクルC がD 内で 0にホモローグであるとき、
{\displaystyle \oint _{C}f(z)\,\mathrm {d} z\ =0}
ここでD 内で0にホモローグ(homologous to 0)とは0にホモトピー同値な有限個のD 内の閉曲線の形式和として書けることを言う。
1サイクルC がD 内で 0にホモローグであるとはつまり「Cで囲まれる有界領域」がDに含まれるということである。ただし「Cで囲まれる有界領域」という概念は（視覚的には明らかに指定出来るものであるが）正確な数学的定式化にはジョルダンの曲線定理（ただし区分的C^1なJordan曲線に対するもので十分であり、この場合に限った証明は随分簡単になる）を仮定するか回転数 (数学)#複素解析学という概念を用いるかしなければならない。
特に冒頭の条件である、CがD 内のある有界領域の境界であって互いに交わらない有限個の区分的に滑らかなJordan閉曲線からなるとき、C はD 内で 0 にホモローグである。
またCが単に区分的に滑らかな閉曲線であるとき、可縮（0にホモトピー同値）ならばC は1チェインとしてD 内で 0にホモローグである（注：逆は不成立）から、系として次が得られる。
- 系：ホモトピー型のコーシーの定理

D を領域とし、f(z) は D 上で正則である複素関数とする。D 内の区分的に滑らかな閉曲線CがD 内で可縮（0にホモトピー同値）であるとき、
{\displaystyle \oint _{C}f(z)\,\mathrm {d} z\ =0}
特にD が単連結なら任意の区分的に滑らかな閉曲線Cに対して上の仮定が満たされることは明らかである。